# 25354 Zdasiuk
25354 Zdasiuk (tên chỉ định: 1999 RD211) là một Main-Belt Hành tinh vi hình. Nó được phát hiện bởi dự án Nghiên cứu tiểu hành tinh gần Trái Đất Lincoln ở Socorro, New Mexico ngày 8 tháng 9 năm 1999. Nó được đặt theo tên Jonathan Andrew Zdasiuk, whose engineering project was a finalist ở the 2008 Society for Science & the Public middle school competition.